# Pteroma alternata
Pteroma alternata är en fjärilsart som beskrevs av Dyar 1912. Pteroma alternata ingår i släktet Pteroma och familjen säckspinnare. Inga underarter finns listade.